# Luigi Mazzarello
Don Luigi Giovanni Battista Mazzarello (Mornese, 13 settembre 1885 – Lerma, 1959) è stato un presbitero italiano.
È annoverato tra i Giusti tra le nazioni da Yad Vashem di Gerusalemme per aver salvato, fra il 1943 e il 1945, quattro ebrei fra i quali Enrico Levi, zio dello scrittore Primo Levi. La vicenda si svolse presso il Santuario di Nostra Signora delle Grazie nella zona della Rocchetta di Lerma, in Provincia di Alessandria.

Lapide murata nella chiesa della Rocchetta di Lerma nella quale i coniugi Levi ingraziano dopo la guerra don Luigi Mazzarello per l'ospitalità loro concessa fra il 1943 e il 1945.

In ricordo dell'aiuto fornito ai perseguitati, la comunità ebraica di Genova, ha predisposto una lapide in ricordo del sacerdote. Sulla lapide è riportato questo testo:
“Quanto inciso su questo marmo è per ricordare alla gente che in questo santuario, nel periodo tra l'estate 1943 e la primavera 1945, nella buia notte delle deportazioni razziali e religiose dei tempi moderni perpetrate dai nazifascisti, il sacerdote don Luigi Mazzarello, cappellano del santuario, nonché ex cappellano di bordo degli emigranti, con l'aiuto degli abitanti del circondario e di quelli che abitavano con lui, si fece carico, sfidando il pericolo, di ospitare, proteggere e nascondere quattro persone, ebree fuggite da Genova. I coniugi Enrico e Lisa Levi (Vita Finzi) e l'ing. Gastone Soria con la sorella Valentina.
In quel periodo per ben tre volte questo luogo fu perquisito da militari fascisti e tedeschi ma gli ebrei non vennero mai scovati.
Don Luigi aveva individuato quale nascondiglio d'emergenza i loculi vuoti nella cripta della sepoltura dei marchesi Spinola di Lerma, posta nei fondi sotto la chiesa.
Il passaggio dalle abitazioni della canonica alla cripta avveniva tramite un passaggio segreto (tuttora esistente) che unisce la chiesa alla cripta stessa.
Fu così che gli ebrei della Rocchetta si salvarono dalle deportazioni e nel mese di maggio del 1945 poterono ritornare alle loro case.
Per i fatti raccontati, la comunità ebraica di Genova, in accordo, con la comunità cristiana della parrocchia di S.G.Battista di Lerma, ha deciso di porre questa targa come segno tangibile di riconoscenza e per mantenere vivo il ricordo dell'operato di un Uomo Giusto da non dimenticare”.
La vicenda è stata testimoniata dal nipote Luigi Mazzarello ed è ricostruita nel libro Quattro ore nelle tenebre di Paolo Mazzarello.